# Goumi du Japon
Elaeagnus multiflora
Espèce
Classification phylogénétique
Le goumi du Japon ou natsugumi (ナツグミ) en japonais (Elaeagnus multiflora) est une espèce de plantes à fleurs de la famille des Elaeagnaceae. C'est un arbuste originaire de Chine et du Japon. Il est cultivé en France, dans la région Lorraine.

## Description

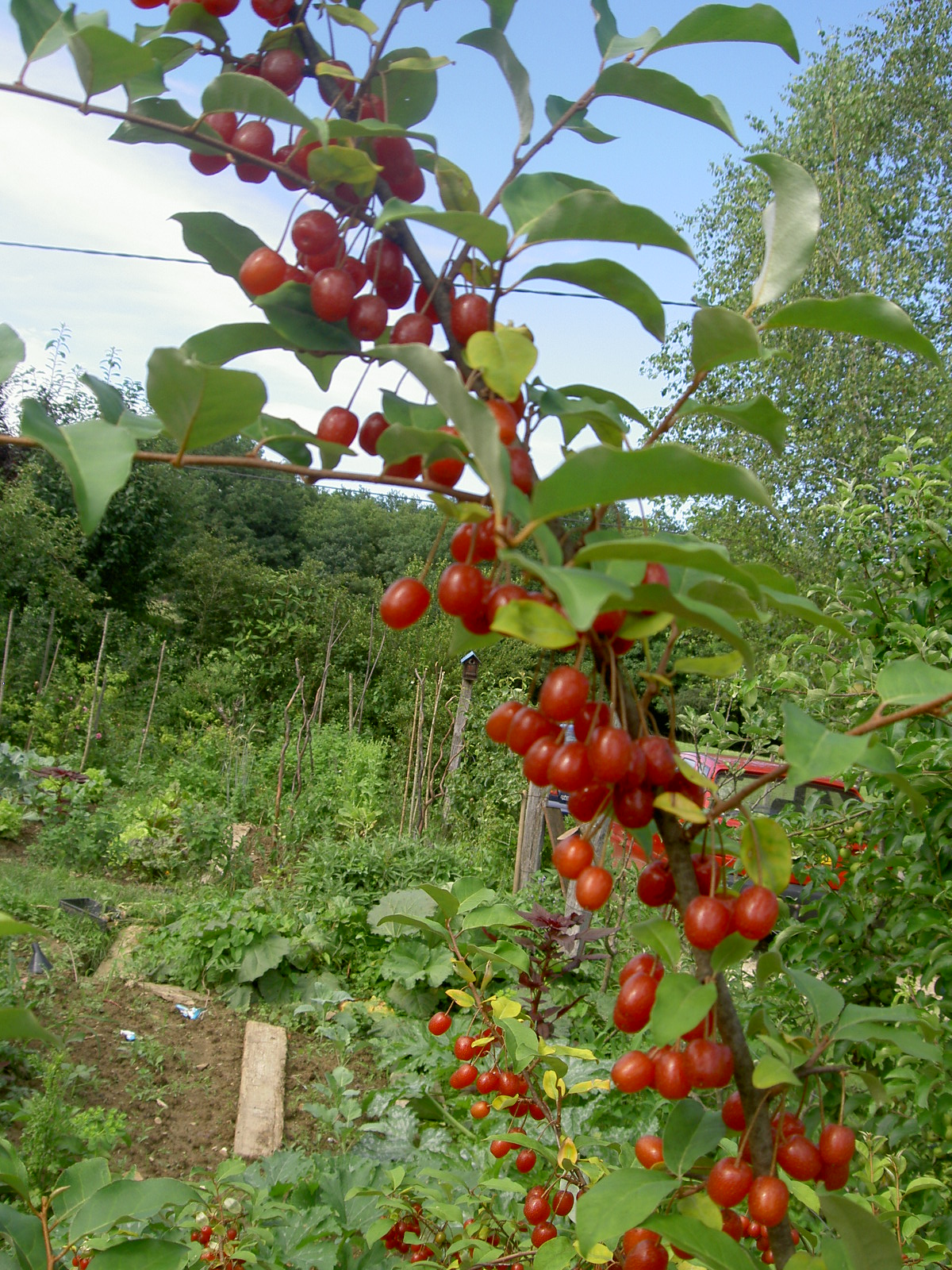
Fruits de goumi à la mi-juin.

C'est un arbuste de 2 à 3 m à port étalé et à feuilles caduques. Il est très rustique (-25 °C) et ne nécessite aucun entretien.
Il supporte un sol très pauvre car les nodosités présentes sur ses racines sont fixatrices d'azote. L'agronome Auguste Fleury de la Roche indique que le goumi préfère les terres siliceuses profondément labourées.
Il donne de petites fleurs parfumées qui produisent de nombreux petits fruits comestibles rouges plus ou moins sucrés et astringents très appréciés des oiseaux et utilisés par les Chinois comme aliment (vin parfumé) et comme médicament. Les fruits ne sont consommables par l'homme que blets ou en gelée.
Elaeagnus multiflora est connu dans la région de Baccarat (54) et Raon-l'Étape (88). Ce qui donnerait à penser qu'il est calcifuge.
Le goumi est autofertile mais produit des fruits en plus grosse quantité si on l'associe à une autre variété.

## Utilisation
On récolte les fruits à pleine maturité (en juillet-août en Lorraine).
Pour la fabrication de gelée, le mieux est de disposer d'un extracteur de jus. Cet appareil est utilisable avec toutes sortes de fruits mais surtout les petits fruits rouges à pépins. Le jus obtenu par extraction est ensuite cuit comme une confiture puis mis en pot.
La fabrication de sirop de "goumi" par la même méthode, permet de parfumer de façon très subtile, les préparations lactées, (yaourt et fromage blanc) ou de composer de délicieux desserts.

## Variétés

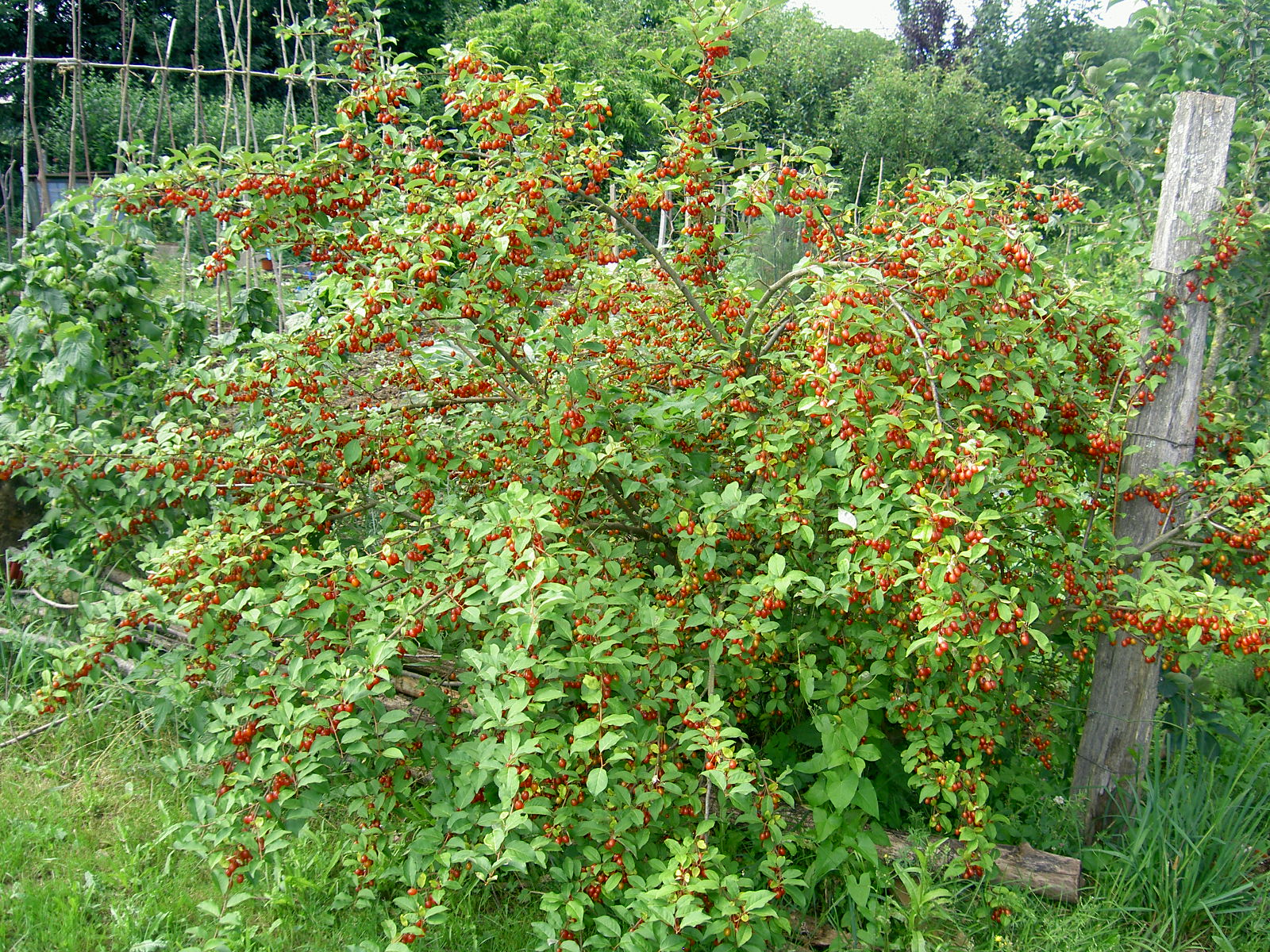

Le cultivar 'Sweet Scarlett' sélectionné au Jardin botanique de Kiev en Ukraine et le russe 'Red Gem' sont les plus appréciés pour leurs gros fruits rouges sucrés[réf. souhaitée].